# Minas Tênis Clube 2015-2016 (pallavolo femminile)
Questa voce raccoglie le informazioni riguardanti il Minas Tênis Clube nella stagione 2015-2016.

## Organigramma societario
Area direttiva
- Presidente: Luiz Gustavo Lage

Area tecnica
- Allenatore: Paulo Barros
- Assistente allenatore: Anderson Rodrigues
- Tecnico ausiliare: Marcello Diniz Bencardino
- Scoutman: Plauto Macedo Machado

Area sanitaria
- Medico: Rodrigo de Paula Mascarenhas Vaz
- Preparatore atletico: José Antônio Martins
- Fisioterapista: Marcela Mendes Gomide, Bruna Melato
- Massaggiatore: Rui Santos

## Rosa
| N° | Nome                  | Ruolo | Data di nascita  | Nazionalità sportiva |
| -- | --------------------- | ----- | ---------------- | -------------------- |
| 1  | Mara Leão             | C     | 26 luglio 1991   | Brasile              |
| 2  | Caroline Gattaz       | C     | 27 giugno 1981   | Brasile              |
| 3  | Naiane Rios           | P     | 29 novembre 1994 | Brasile              |
| 4  | Samara de Almeida     | S     | 16 luglio 1992   | Brasile              |
| 7  | Marcela Corrêa        | P     | 1º dicembre 1987 | Brasile              |
| 8  | Karoline Tormena      | S     | 21 marzo 1996    | Brasile              |
| 9  | Rosamaria Montibeller | S/O   | 9 aprile 1994    | Brasile              |
| 11 | Valquiria Dullius     | C     | 19 agosto 1994   | Brasile              |
| 12 | Laís Vasques          | L     | 12 febbraio 1996 | Brasile              |
| 13 | Carla Santos          | S     | 17 gennaio 1992  | Brasile              |
| 15 | Mariana Costa         | S     | 30 luglio 1986   | Brasile              |
| 16 | Tandara Caixeta       | S/O   | 30 ottobre 1988  | Brasile              |
| 19 | Léia da Silva         | L     | 1º marzo 1985    | Brasile              |

## Statistiche

### Statistiche delle giocatrici
| Giocatrice     | Superliga Série A | Superliga Série A | Superliga Série A | Superliga Série A | Superliga Série A |
| Giocatrice     | P                 | PT                | AV                | MV                | BV                |
| -------------- | ----------------- | ----------------- | ----------------- | ----------------- | ----------------- |
| T. Caixeta     | 21                | 214               | 177               | 18                | 19                |
| M. Corrêa      | 21                | 3                 | 1                 | 2                 | 0                 |
| M. Costa       | 27                | 291               | 245               | 25                | 21                |
| L. da Silva    | 25                | 1                 | 1                 | 0                 | 0                 |
| S. de Almeida  | 23                | 43                | 33                | 7                 | 3                 |
| V. Dullius     | 26                | 23                | 6                 | 6                 | 11                |
| C. Gattaz      | 27                | 287               | 211               | 70                | 6                 |
| M. Leão        | 27                | 205               | 136               | 60                | 9                 |
| R. Montibeller | 27                | 296               | 248               | 30                | 18                |
| N. Rios        | 27                | 72                | 34                | 19                | 19                |
| C. Santos      | 27                | 332               | 294               | 17                | 21                |
| K. Tormena     | 16                | 18                | 17                | 1                 | 0                 |
| Lais Vasques   | 13                | 1                 | 0                 | 0                 | 1                 |

P = presenze; PT = punti totali; AV = attacchi vincenti; MV = muri vincenti; BV = battute vincenti

NB: Non sono disponibili i dati relativi alla Coppa del Brasile.